# Zeitgeist: The Movie
Zeitgeist: The Movie (česky Duch doby: Film) je americký snímek, který formou střihového dokumentu předkládá subjektivní pohled na autenticitu textů Bible, oficiální verzi o teroristických útocích z 11. září 2001 a poukazuje na vliv Federálního rezervního systému Spojených států. U filmu je znám jediný autor Peter Joseph.
Zeitgeist (což v němčině doslova znamená duch doby) je stylizován tak, aby stimuloval divákovu zvědavost v redefinici otázek o jeho vlastní víře a její funkci, možnou účast vlády Spojených států v útocích z 11. září 2001 a méně známých faktů o Federálním rezervním systému, klesajícím statutu osobní svobody ve Spojených státech vlivem zákonů či výnosů jako Patriot Act nebo organizacím jako Homeland Security.[zdroj⁠?!] Podle slov autorů má diváky podnítit k tomu, „aby se na svět začali dívat skeptičtějším pohledem a pochopili, že věci nejsou takové, za jaké je pokládá většina populace“.[zdroj?]

## Historie filmu
Byl uvolněn v červnu 2007 jako nekomerční dokumentární film a je volně ke stažení na stránkách Google Video a YouTube. Velmi rychle se dostal do povědomí uživatelů toho serveru, do dnešního dne ho na internetu zhlédlo přes 5 milionů lidí (přibližně 17 tisíc každý den). Podle jeho oficiálních stránek výroba trvala rok, pak půl roku příprava, hledání a rozbor zdrojů. Na podzim 2007 autoři zveřejnili hypertextový přepis první části filmu s asi dvěma sty odkazy na citace, zdroje a další materiály. 10. listopadu měla revidovaná verze filmu premiéru na festivalu dokumentů o lidských právech a životním prostředí Artivist v Los Angeles, po které proběhla diskuze diváků s tvůrcem filmu. 15. března 2008 (tzv. Z-DAY) se konalo celosvětové promítání Zeitgeistu na 715 veřejných a více než 1100 soukromých akcích po celém světě, včetně několika míst v České republice. Na říjen 2008 bylo oznámeno druhé pokračování filmu nazvané Zeitgeist: Addendum.

## Části filmu
Film uvádí středně krátké preludium, hlavní část je rozdělena do tří částí:
- Part I: "The Greatest Story Ever Told" (Část I. Největší příběh všech dob)
- Part II: "All The World's A Stage" (Část II. Svět jako jeviště)
- Part III: "Don't Mind The Men Behind The Curtain" (Část III. Nestarejte se o muže za oponou)

### Předehra
Zeitgeist začíná cca 9½ minuty dlouhým prologem, který spojuje všechny prvky dílů, které mají následovat. Střídají se v něm volné pasáže s dramatickými záběry z války, se záběry lidí z mnoha zemí světa a s pohledem na planetu Zemi, připomínajícím její nepatrnost ve vesmíru. Následuje krátká černobílá animace evoluce od nejjednoduššího organismu po člověka, jehož ruka spočívá na bibli, překryté vlajkou Spojených států. Předehra kulminuje rychlou sérií záběrů z 11. září 2001, která následně přejde do sekvence detailů tváří lidí, kteří byli bezprostředně postiženi válečnými hrůzami a utrpením.
Průvodní hlas (nepůvodní záznam, vyňat, určen jinému publiku) pak prohlašuje, že lidstvo celého světa se denně setkává se lžemi a náboženství v nich netvoří žádnou výjimku. Doslova tvrdí: „Náboženské instituce tohoto světa byly ustanoveny těmi samými lidmi, kteří ti dali tvoji vládu, tvé zkorumpované vzdělání, kteří vybudovali mezinárodní bankovní kartely. Protože naše pány ani zbla nezajímáš ani ty ani tvá rodina. Vše, co je zajímá, a co je vždy zajímalo, je ovládnutí celého zatraceného světa!“ Vypravěč pokračuje tím, že čím více každý začne vzdělávat sám sebe, „tím zjevnější věci začnou být a ty začneš vidět všude samé lži.“ Tuto část uzavírá výrokem Geralda Masseyho: „Musí to pro ně být těžké… Pro ty, kteří berou autoritu jako pravdu, spíše než pravdu jako autoritu.“
Poslední 2 minuty předehry přebírají zvukovou nahrávku George Carlina a prostředky animovaného filmu ilustrují jeho slova, že „Bůh je absolutně mocný, zcela dokonalý, vševědoucí a moudrý, ale tak nějak… si prostě nedokáže zajistit peníze!“ Divákům původního záznamu je řečeno, že náboženství od lidí vybírá miliardy dolarů, ale jeho představitelé a instituce neplatí žádné daně.

### Část první: Největší příběh všech dob
První část jedná o kořenech náboženství, zejména křesťanství a paradigmatech a paralelách mezi Ježíšem Kristem a egyptským bohem Hórem. Tato část taktéž dokumentuje sérii pasáží z Bible, kde se snaží dokázat, že Bible není nic jiného než směs astrologické a teologické literatury. Uvádí různé detaily, které zpochybňují hodnověrnost evangelia o Ježíši. Například uvádí, že Hór měl 12 učedníků podobně jako Buddha, Krišna a stejně jako Ježíš. Planeta Země se ve filmu otáčí v opačném směru, tedy na západ. Není jasné, jestli to je chyba nebo záměr.

#### Kult slunce

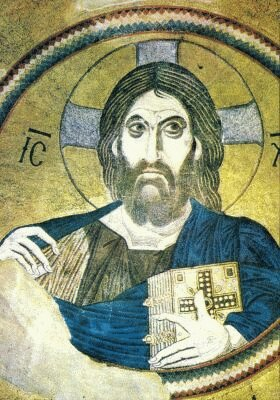

První část začíná vysvětlením jak a proč si první civilizace zosobnily Slunce jako „neviditelného stvořitele nebo boha“ a podobně hvězdy, řazené do souhvězdí, 12 souhvězdí, jsoucích místem pouti „božského Slunce“ a reprezentujících „přírodní živly, které se v to dané období stávaly.“ Toto je znázorněno i graficky, zvěrokruhem (Zodiakem), který ukazuje 12 souhvězdí, 12 měsíců roku, 4 roční období, slunovraty a rovnodennosti. Tato část filmu ukazuje pohanský původ symbolu kříže.

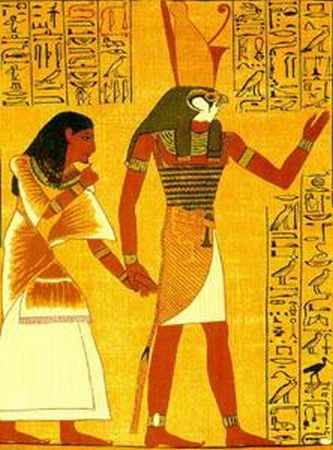

Hór, starověký egyptský bůh Slunce, je představen jako nejstarší a patrně známý bůh, který nese mnoho společných vlastností jako někteří jiní pozdější bohové, především Ježíš Kristus.
Diskutovaný je i vztah mezi Hórem a Sutechem. Mezi oběma bohy se každé ráno odehrávala bitva, ve které Hór Sutecha porazil; každý večer pak Sutech naopak zahnal Hóra do podsvětí. Film poznamenává, že konflikt mezi temnotou a světlem nebo dobrem a zlem je „jednou z nejprostoupenějších známých mytologických dualit“.
| Porovnání údajných vlastností Ježíše a Hóra podle filmu Zeitgeist: The Movie | Porovnání údajných vlastností Ježíše a Hóra podle filmu Zeitgeist: The Movie | Porovnání údajných vlastností Ježíše a Hóra podle filmu Zeitgeist: The Movie |
|                                                                              | Ježíš                                                                        | Hór                                                                          |
| ---------------------------------------------------------------------------- | ---------------------------------------------------------------------------- | ---------------------------------------------------------------------------- |
| Narození                                                                     | 25. prosinec                                                                 | 25. prosinec                                                                 |
| Narození zvěstovala                                                          | Hvězda východu (Sirius)                                                      | Sírius (Ranní hvězda)                                                        |
| Svědci narození                                                              | Tři králové nebo mudrci                                                      | tři králové                                                                  |
| Věk kdy veřejně učili                                                        | 12                                                                           | 12                                                                           |
| Věk křtu                                                                     | 30                                                                           | 30                                                                           |
| Následovatelé                                                                | 12 učedníků                                                                  | 12 učedníků                                                                  |
| Zázraky                                                                      | chodil po vodě, uzdravoval nemocné, křísil mrtvé, nasytil šest tisíc lidí    | chodil po vodě, uzdravoval nemocné                                           |
| příčina smrti                                                                | ukřižován na kříži                                                           | ukřižován na stromě                                                          |
| Posmrtná událost                                                             | vstal z mrtvých po 3 dnech                                                   | pohřben po tři dny                                                           |
| Vzkříšení?                                                                   | Ano                                                                          | Ano                                                                          |

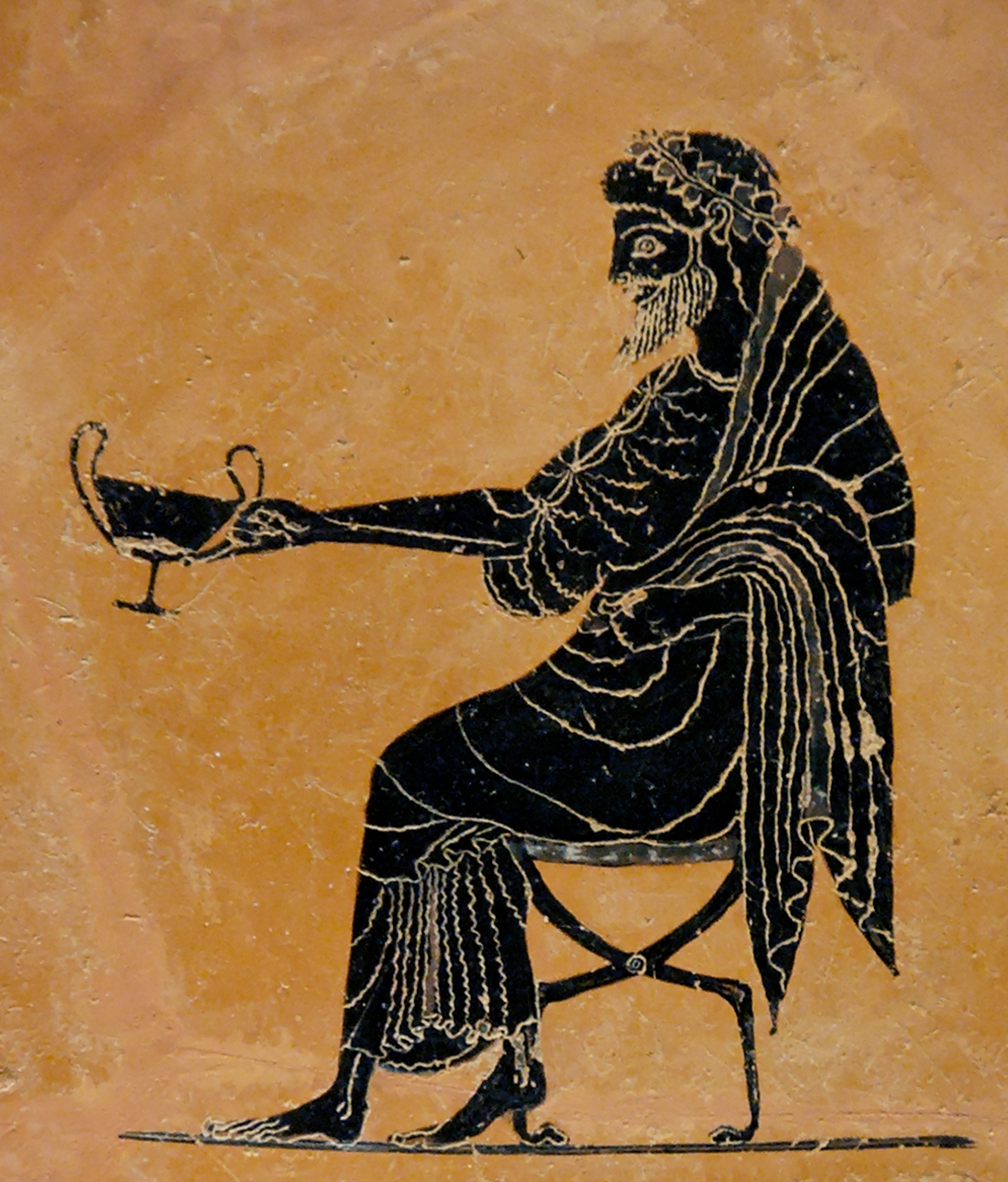
Dionýsos

Film přisuzuje podobné atributy také jiným bohům.
- Attis (Řecko, asi 1200 př. n. l.) – zrozen z panny 25. prosince, na konci života ukřižován, po třech dnech vstal z mrtvých.
- Krišna (Indie, asi 900 př. n. l.) – zrozen z panny, zvěstován „hvězdou východu“, konal zázraky, po smrti vstal z mrtvých.
- Dionýsos (Řecko, asi 500 př. n. l.) – podle filmu zrozený z panny 25. prosince, konal zázraky a po smrti vstal z mrtvých (sestoupil do podsvětí pro svou matku).
- Mirtha (Persie, asi 1200 př. n. l.) – zrozen z panny 25. prosince, měl 12 učedníků, konal zázraky a tři dny po smrti vstal z mrtvých

Za těmito bohy, které vypravěč rozebral zevrubněji, proběhne seznam několika dalších jmen, které patří dalším mytickým postavám:
| Chrishna of Hundostan Budha sakia of India Salivahana of Bermuda Zyulis, or Shule, alos Osiris and Orus of Egypt Odin of the Scandinavians Crite of Chaldea Zoroaster and Mithra of Persia Baal and Taut "The only Begotton of God" of Phoeneica, Indra of Tibet Bali of Afghanistan Jao of Nepal Wittoba of the Bilingonese | Thammiz of Syria Atys of Phrygia Xamolxis of Thrace Zoar of the Boanzes Adad of Assyria Deva Ta, and Sammanocadan of Siam Alcides of Thebes Mikado of the Sintroos Beddru of Japan Hesus or Eros, and Bremrillah, and the Druids Thor, son of Odin, af the Gauls Cadmus of Greece | Hil and Feta of the Mandaites Gentaut and Quexalcote of Mexico, Universal Monarch of the Sibyls, Ishcy of the Island of Formosa Divine teacher of Plato Homy One of Xaca, Fohi and Tien of China Adonis, son of the virgin lo of Greece, Ixion and Quirinus of Rome. Prometheus of Caucasus |

Film se ptá, proč byly ve většině mytologii zrovna tyto vlastnosti: (Narození z panny, 25. prosinec, počet následovníků, smrt po tři dny a vzkříšení z mrtvých).

#### Astrologické pojetí Ježíše Krista
Ježíš je v Zeitgeistu prezentován jako „jeden z nejpozdnějších mesiášů.“ Film vypráví Ježíšův příběh, který je téměř totožný příběhu Hóra a dalších mytologických postav (doslova říká, že „počet podobností mezi egyptskou starověkou a křesťanskou vírou je ohromující“). Poté vysvětluje narození Ježíše ve vztahu k astrologickým událostem. Film ovšem pomíjí skutečnost, že přesně datum Ježíšova narození není známo.

Symbol znamení Panny

Narození Ježíše je prezentováno jako „zcela astrologické“ (založené na astronomických událostech). 24. prosince „Hvězda východu“, Sirius, vejde do přímky s třemi hvězdami pásu Orion. Tyto tři hvězdy se nazývají „Tři králové“. Přímka, tvořená Siriem a Třemi králi, protíná horizont v místě, na kterém 25. prosince vyjde Slunce. Toto má odpovídat následování tří králů hvězdu, která zvěstuje „narození“ boha (v intencích astronomie Slunce).
Panna Marie je ztělesněna souhvězdím Panna (latinsky Virgo). Starověký hieroglyf pro znamení Panny je pozměněné 'M'. Toto má být důvod, proč jméno matky Ježíše (ale i většiny ostatních bohů) začíná na 'M' (Ježíšova matka Marie, Adonisova matka Myra nebo Buddhova matka Maya). Souhvězdí Panny se také označuje „dům chleba“. Jeden z překladů této fráze do židovského jazyka je Bethlehém (Betlém). Film zdůrazňuje – „místo na obloze, nikoli na zemi“.
25. prosinec byl již zmíněn jako společné datum narození mnoha mytologických postav z panny. Film toto vysvětluje v intencích ročních cyklů Země. Od letního slunovratu dne (na severní polokouli) ubývá a Slunce se jeví jako putující na jih, opisujíce po obloze pomyslné menší oblouky. Starověcí lidé věřili, že krácení dnů a ubývání zásob úrody symbolizuje smrt. Smrt Slunce. 22. prosince však Slunce svou pouť na jih skončí tím, že dosáhne nejnižšího bodu na obloze a zůstane (resp. vrací se do něj) po následující 3 dny. Projekcí pozice Slunce na noční oblohu narazíme na souhvězdí Jižního kříže (angl. Southern Crux). 25. prosince se Slunce posune o 1° na sever, říká film, „v předzvěsti delších dnů, tepla a jara.“
Film tedy dedukuje: „Slunce (bůh) zemřelo na (Jižním) kříži, bylo mrtvé 3 dny (skončilo svou pouť), aby mohlo být vstát (posun o 1° nahoru) z mrtvých a vzkříšeno pro novou pouť.“ Film též vysvětluje, proč vzkříšení Slunce není slaveno až do jarní rovnodennosti (což je doba přibližně Velikonoc) – v den jarní rovnodennosti Slunce přemůže „zlou“ noc a dnů (světla) bude přibývat.
Film tvrdí, že 12 učedníků (žáků, pokračovatelů, apoštolů...) představuje 12 souhvězdí zvěrokruhu, kterými bůh (v alegorii Slunce) prochází. Také zmiňuje, že číslo 12 se v Bibli objevuje poměrně běžně (12 izraelských kmenů, 12 izraelských soudců, 12 izraelských králů, 12 izraelských princezen, 12 potomků rodičů Josefa, 12 velkých patriarchů, 12 proroků, 12 let Ježíše, kdy začal svou pouť). Film doslova tvrdí: „tento text má víc co dělat s astrologií než s čímkoli jiným.“

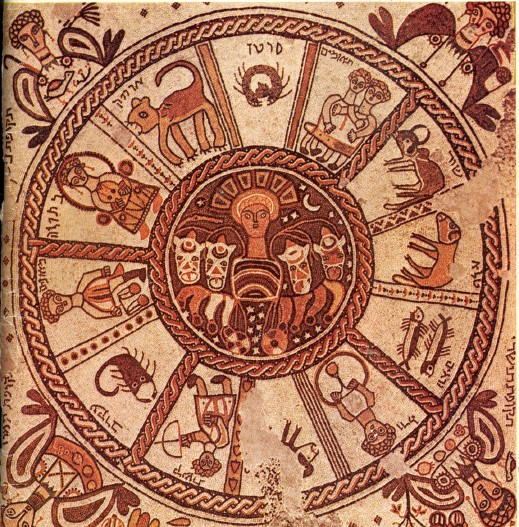

V této části film tvrdí, že křesťanský kříž s kruhem okolo středu je pohanský relikt středu zvěrokruhu, jehož úsečky (trámy kříže) protínají rok slunovraty a rovnodennostmi, v němž kruh symbolizuje koloběh Slunce jakožto dráhu, kterou v průběhu roku prochází, navštěvujíce tak všechny měsíce (potažmo souhvězdí na obloze). Film připomíná, že Ježíš býval v raném okultním umění vždy zobrazován s křížem ve svatozáři za jeho hlavou.

„Věk“ Ryb

Tato část filmu pracuje s termínem „věk“, který je četně odkazován v Bibli. Definuje ho na základě jevu precese zemské osy – jako velmi pomalému krouživému pohybu zemské osy vůči okolnímu vesmíru, který opíše plný úhel každých 25 765 let (tzv. Velký rok, později Platónský rok). V intencích starověké astrologie by se dalo shrnout tak, že každých přibližně 2150 let (1/12 této periody) na den jarní rovnodennosti vstalo Slunce z jiného znamení/souhvězdí (2147 př. n. l. až 1 n. l. to bylo souhvězdí Berana, od 1 až 2148 souhvězdí Ryb (v tomto věku se nalézáme nyní) a poté souhvězdí Vodnáře). Podle filmu o precesi zemské osy věděli již starověcí Egypťané.
Jako příklad citace souhvězdí Býka v Bibli film uvádí úryvek ze Starého zákona, kdy Mojžíš sestoupil z hory a viděl své lidi uctívat zlaté tele. Jako příklad prolínání souhvězdí Býka do jiného náboženství pak film uvádí zabití býka bohem Mithrou.
Ztvárnění souhvězdí Ryb je údajně možno v Bibli doložit mnoha případy: například zázrakem, v němž Ježíš nasytil hladový dav lidí chlebem a dvěma rybami (souhvězdí ryb je rovněž tvořeno dvěma rybami)[zdroj?], či skutečností, že někteří z jeho následovatelů byli rybáři. Jedním ze symbolů křesťanství je znak ryby a film tvrdí, že původ tohoto symbolu je pohanský.
K Vodnáři si vybírá citát z Bible, ve kterém Ježíš říká: „Budu s Vámi až do konce světa.[zdroj?]“ Film tvrdí, že správný překlad je: „Budu s Vámi až do konce Věku,“ což má znamenat, že Ježíš bude s těmi, kdo v něj věří, do konce věku Ryb (tedy než nastoupí Věk Vodnáře). Věkem je míněn jeden platónský měsíc (2150 let) platónského roku (25 765 let), který souvisí s precesí zemské osy.

#### Závěr

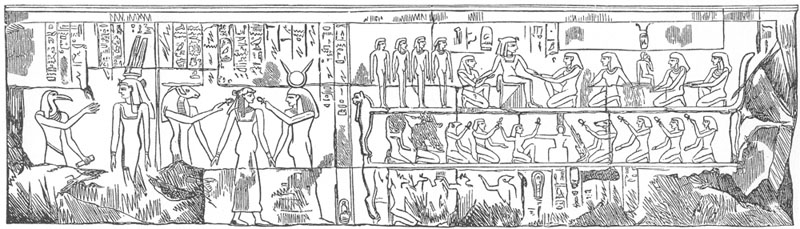
Rytiny na chrámu v Luxoru

Na základě těchto příkladů film zpochybňuje i Bibli jako takovou: nazývá ji literárně-astrologickým hybridem a nachází několik o mnoho století starších pramenů (například hieroglyfy na svatyni v Luxoru či egyptskou knihu mrtvých, odkud je podle autorů přepsáno biblické desatero) a uvádí desítky citací, které Bible z těchto pramenů převzala. Jako důkaz adaptace starších pramenů v Bibli film uvádí společné rysy postav Josefa ze Starého zákona a Ježíše z Nového zákona.
První část filmu popírá historickou existenci Ježíše Krista i opodstatnění křesťanství jako takového a naznačuje, že základ křesťansko-židovské náboženské koncepce pravděpodobně tvořilo starověké egyptské náboženství. Místo svého explicitního závěru autoři citují výrok Thomase Paina z konce 18. století:
| „              | Křesťanské náboženství je parodií na uctívání Boha Slunce, jehož gnostici vtělili do postavy Krista a vzdávali mu úctu, původně vzdávanou Slunci. | “ |
| — Thomas Paine | |   |

### Část II. Svět jako jeviště
Druhá část se týká především útoků z 11. září 2001, které způsobem, jakým je tato část sestříhána a sestavena, prohlašuje za tzv. false flag operation (operaci proti vlastnímu lidu, ze které je obviněn někdo jiný), která byla učiněna proto, aby si vláda amerického estabilishmentu posílila podporu veřejnosti pro pokračování své zahraniční politiky na Blízkém východě, ale i uvnitř Spojených států. Tato část vychází z oficiální verze, prezentované vyšetřovací komisí (ve zhuštěné podobě), vybírá si z ní jednotlivé body a ty poté dementuje původními záběry.
Film dále uvádí neobvyklý význam slova terorismus a naznačuje, že bombové útoky v londýnském metru, které se odehrály 7. července 2005, byly provedeny státem, neboť některé jejich průvodní jevy byly totožné s těmi při útocích na New York a Pentagon.

### Část III. Nestarejte se o muže za oponou

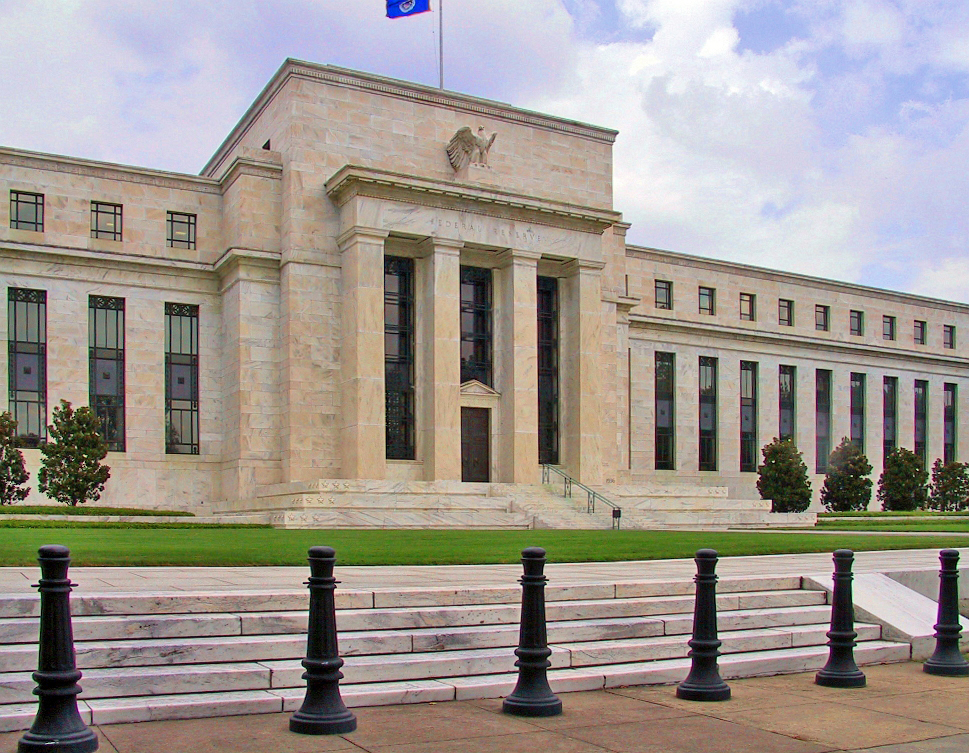
Federální rezervní systém

Tuto část uvádí výňatek projevu prezidenta J. F. Kennedyho z roku 1961, ve kterém vyzývá americký lid o spolupráci v boji proti šedým eminencím a držitelům skutečné moci, disponujícím obrovskými prostředky – muži za oponou.
Část třetí začíná argumentem (citujíce několik výroků „otců-zakladatelů“ jako Benjamina Franklina), že Americká revoluce byla zažehnuta především díky tlaku krále Jiřího III., aby kolonie používaly měnu z Anglické centrální banky, kterou by si nemohly samy tisknout a která by jim byla propůjčována s úrokem.
Film poté vysvětluje Federální rezervní systém (ve zkratce FED), který byl ve Spojených státech zaveden Woodroowem Wilsonem v roce 1913 výnosem Federal Reserve Act. Film se do detailů věnuje vzniku tohoto výnosu a skutečnosti, že jejími tvůrci byli bankéři, a poukazuje na to, že právě jimi štědře sponzorovaná Wilsonova cesta na pozici nejvyššího představitele Spojených států byla podmíněna pozdějším prosazením výnosu, který by bankéřům úročil peníze emitované pro potřebu státu. Samotný Federal Reserve Act film popisuje jako nelegitimní masivní podvod skupiny několika málo lidí stojících v pozadí zadlužování celé země, z něhož není úniku, protože dluh, který generuje každá bankovka vytisknutá federální rezervní bankou, nedokáže nikdo splatit, neboť nikdo kromě federální rezervní banky nemá právo tisknout peníze.
Krátce se též zmiňuje o 16. dodatku americké ústavy z roku 1913, podle kterého každý daňový poplatník hradí část své práce (cca tři měsíce z každého roku – 25%) na umoření takto vznikajících dluhů, což autoři filmu přirovnávají k novodobému otrokářství. Film se v čase přibližuje k současnosti tím, že z 20. století vybírá čtyři události, které podnítily Spojené státy, aby vstoupily do války (za většinové podpory obyvatelstva, jejichž veřejné mínění bylo těmito podněty ovlivněno). Film zdůrazňuje, že válka znamená pro „muže za oponou“ největší zisky, neboť v době války je emitováno zvýšené množství peněz z federální rezervní banky a spolu s ním je generován i úrok, který má být daní z příjmu fyzických osob splacen. Film předkládá momenty jako potopení RMS Lusitania v roce 1915, útok na Pearl Harbor z prosince 1941, incident v Tonkinském zálivu 1964, který eskaloval americkou účast na válce ve Vietnamu, ze zcela nového úhlu pohledu a ke každému momentu se snaží předložit dostatek podkladů, které by dokázaly, že ten který podnět měl vždy stejný cíl: vyděsit americké obyvatelstvo (i pokud by to mělo znamenat oběti z vlastních řad) a následné udržování strachu pro manipulaci a zvrácení do té doby protiválečného mínění pro většinovou podporu rozběhnuvších se válečných operací a s tím spjatých ekonomických a jiných agend, generujících zvýšené množství peněz a potažmo ještě větší bohatství těm, které film označuje jako „muži za oponou“. Po vysvětlení všech tří předkládá útoky z 11. září jako další katastrofickou, katalytickou událost tohoto typu a rozsahu, se stejným, ba možná ještě větším, efektem, než všechny události předešlé.
Třetí část filmu vrcholí synergií eskalace napětí působené americkou zahraniční politikou v regionech bohatých na nerostné bohatství, stagnující udržovací válkou a držení statutu quo v těchto regionech i za cenu uvržení obyvatel dotčených zemí do humanitární krize, stahující se prostor pro občanské svobody pro americký lid, urychlující globalizační procesy v podobě zakládání nově vznikající Severoamerické unie a sebekritikou Američanů samotných v podobě zhoršujícího se stavu amerického školství a vzdělání, sociální polarizace likvidací střední třídy a rozmachu konzumerismu, což všechno podle tvůrců filmu může vyústit v policejní stát, s absolutní kontrolou nad svými občany, včetně kroků jako kontrolovaná redukce populace (která byla naznačena v interview s Aaronem Russo) nebo implantování RFID čipu VeriChip do těla každého jedince s perspektivou jeho možného sledování kdekoli na Zemi.

## Kritika a kontroverze
Časopis Reflex se v roce 2008 otiskl článek Jiřího X. Doležala, který se zabývá pozadím vytvoření filmu a jeho napojení na Jacquese Fresca, který na tomto filmu (podle autora článku) založil ...zcela nemilosrdný duchovní kšeft.
Tento film (přinejmenším ve své oficiální verzi) neobsahuje žádnou titulkovou listinu a tím i vazbu na kohokoli z autorů. Jediné uvedené jméno je „Peter J“. Ten v průběhu prvních týdnů sepsal na oficiálních stránkách filmu několik málo oprav chyb filmu, které (podle jeho tvrzení) tímto uvádí na správnou míru. Později, při představení filmu na festivalu Artivist byl jako jeho autor uveden Peter Joseph, který odpovídal na otázky z publika.
Film je v současné době stále populární na serverech Google Video a YouTube; na serveru Google Video je v současnosti (leden 2008) na prvním místě mezi nejsledovanějšími videi. Na začátku září byl na Google Video přibližně jeden den u filmu uváděn nesprávný počet zhlédnutí. Někteří komentátoři to označili za cenzuru ze strany Google.
7. července 2007 vznikla na serveru Facebook skupina s cílem šířit a propagovat tento nekomerční a původně žádnými běžnými marketingovými metodami nepodporovaný film.
Zeitgeist ve své třetí části ve velké míře čerpá z jiného dokumentu, uvedeného cca rok před ním, America: From Freedom to Fascism Aarona Russoa, ze kterého přejímá záběry „otců zakladatelů“ a jiných výrazných postav americké historie, které byly kritizovány za menší nepřesnosti v citacích. Jiný dokument, z kterého Zeitgeist čerpá ve své druhé části, je TerrorStorm náruživého texaského konspiračního teoretika, Alexe Jonese.
Některá tvrzení o božstvech v první části jsou v rozporu s jejich všeobecně známými vlastnostmi. Například bůh Kršna se nenarodil panně, byl to osmý syn královny Dévakí. Také se nenarodil 25. prosince, jak se ve filmu tvrdí, ale jako den jeho narození se udává 18. nebo 21. červenec. Bez bližšího vysvětlení jsou smíchány vlastnosti dvou staroegyptských bohů, Re a Hora.
Cca 2 měsíce po uvolnění filmu autoři na jeho oficiálních stránkách zveřejnili interaktivní přepis jeho první části, který obsahuje více než 200 odkazů na citace z filmu, prameny k dalšímu studiu a další zdroje.

## Pokračování
V říjnu 2008 bylo na internet uvolněno pokračování dokumentu Zeitgeist: Addendum. V lednu 2011 proběhla premiéra nového pokračování Zeitgeist: Moving Forward.